# Enes Ünal
Enes Ünal (* 10. Mai 1997 in Osmangazi in der Provinz Bursa) ist ein türkischer Fußballspieler. Er steht seit August 2020 beim FC Getafe unter Vertrag.

## Karriere

### Im Verein
Nach der Einwilligung seines Vaters Mesut, der auch als Fußballprofi für Bursaspor tätig gewesen war, unterschrieb der 16-Jährige im Juni 2013 seinen ersten Profivertrag für drei Jahre bei Bursaspor.
Sein erstes Pflichtspiel bestritt Enes Ünal Anfang August 2013 in seinem Europapokaldebüt im Hinspiel der dritten Qualifikationsrunde zur UEFA Europa League gegen FK Vojvodina Novi Sad. Am 25. August 2013 feierte er sein Ligaspieldebüt in der Süper Lig und seine Tor-Premiere, indem Ünal den 1:1-Ausgleich und -Endstand gegen den amtierenden türkischen Meister Galatasaray Istanbul erzielte. Mit diesem Tor löste er im Alter von 16 Jahren und 107 Tagen Batuhan Karadeniz als jüngsten Süper-Lig-Torschützen ab. Am 9. November 2019 wurde Ünal seinerseits vom damals 15-jährigen Emre Demir als jüngster Torschütze der Süper Lig abgelöst.
Ünal wurde regelmäßig mit ausländischen Topklubs in Verbindung gebracht. So berichteten beispielsweise im Januar 2015 einige deutsche Sportmedien von einem Interesse des FC Bayern Münchens an Ünal.
Anfang Juli 2015 wechselte Ünal zu Manchester City. Nachdem er in einem Testspiel im Trikot von City debütiert hatte, wurde er für die Saison 2015/16 in die belgische Pro League an den KRC Genk ausgeliehen. Nach zwölf Ligaeinsätzen, in denen er ein Tor erzielte, wurde das Leihgeschäft frühzeitig beendet und Ünal bis zum Saisonende an den niederländischen Zweitligisten NAC Breda weiterverliehen. Dort erzielte er in elf Ligaeinsätzen acht Treffer. Zur Saison 2016/17 wechselte Ünal auf Leihbasis in die Eredivisie zum FC Twente. Mit dem Verein belegte er Ende der Saison 2016/17 den siebten Platz und war mit 18 Saisontreffern vereinsintern bester Torschütze.
Nach seiner Rückkehr zu Manchester City wurde er im August 2017 an den spanischen Klub FC Villarreal verkauft. Sein Vertrag läuft fünf Jahre. Am 30. Oktober 2017 wurde er an UD Levante verliehen. Von dort kehrte er nach zwei Monaten wieder zu Villarreal zurück. Zur Saison 2018/19 wechselte er leihweise vorerst für ein Jahr zu Real Valladolid, welches später um eine weitere Spielzeit verlängert wurde.
Im August 2020 wechselte Ünal für eine Ablösesumme von neun Millionen Euro zum spanischen Ligarivalen FC Getafe und unterschrieb dort ein Fünfjahresvertrag.

### In der Nationalmannschaft
Ünal durchlief die türkischen Nachwuchsnationalmannschaften der U16, U17, U19 und U21.
Er begann im August 2012 seine Nationalmannschaftskarriere mit vier Spielen bei den U16-Junioren der Türkei.
Er wurde mit 17 Jahren im März 2015 im Rahmen eines Testspiels gegen die Luxemburgische Nationalmannschaft vom A-Nationaltrainer Fatih Terim zum ersten Mal in seiner Karriere in das Aufgebot der türkischen A-Nationalmannschaft nominiert. In dieser Partie gab er sein A-Länderspieldebüt. Am  17. November 2019 schoss er gegen Andorra im EM-Qualifikationsspiel seine ersten beiden Tore für die A-Nationalmannschaft. Die Türkei gewann das Spiel mit 2:0.
Bei der Fußball-Europameisterschaft 2021 stand er im türkischen Kader.